# El Cuyo
El Cuyo es una pequeña población de pescadores del Estado mexicano de Yucatán, con aproximadamente 1750 habitantes. Es un puerto pesquero situado al extremo noreste de la entidad, casi en sus límites con el estado de Quintana Roo. Pertenece al  municipio de Tizimín y se encuentra situado dentro de la Reserva de la Biosfera Ría Lagartos.
El Cuyo está situado a 270 km de distancia de Mérida, la capital del estado de Yucatán, y es un atractivo punto turístico en el extremo oriental del litoral yucateco del Golfo de México. Es un destino en franco desarrollo, orientado principalmente al turismo ecológico o de aventura.

## Ecología

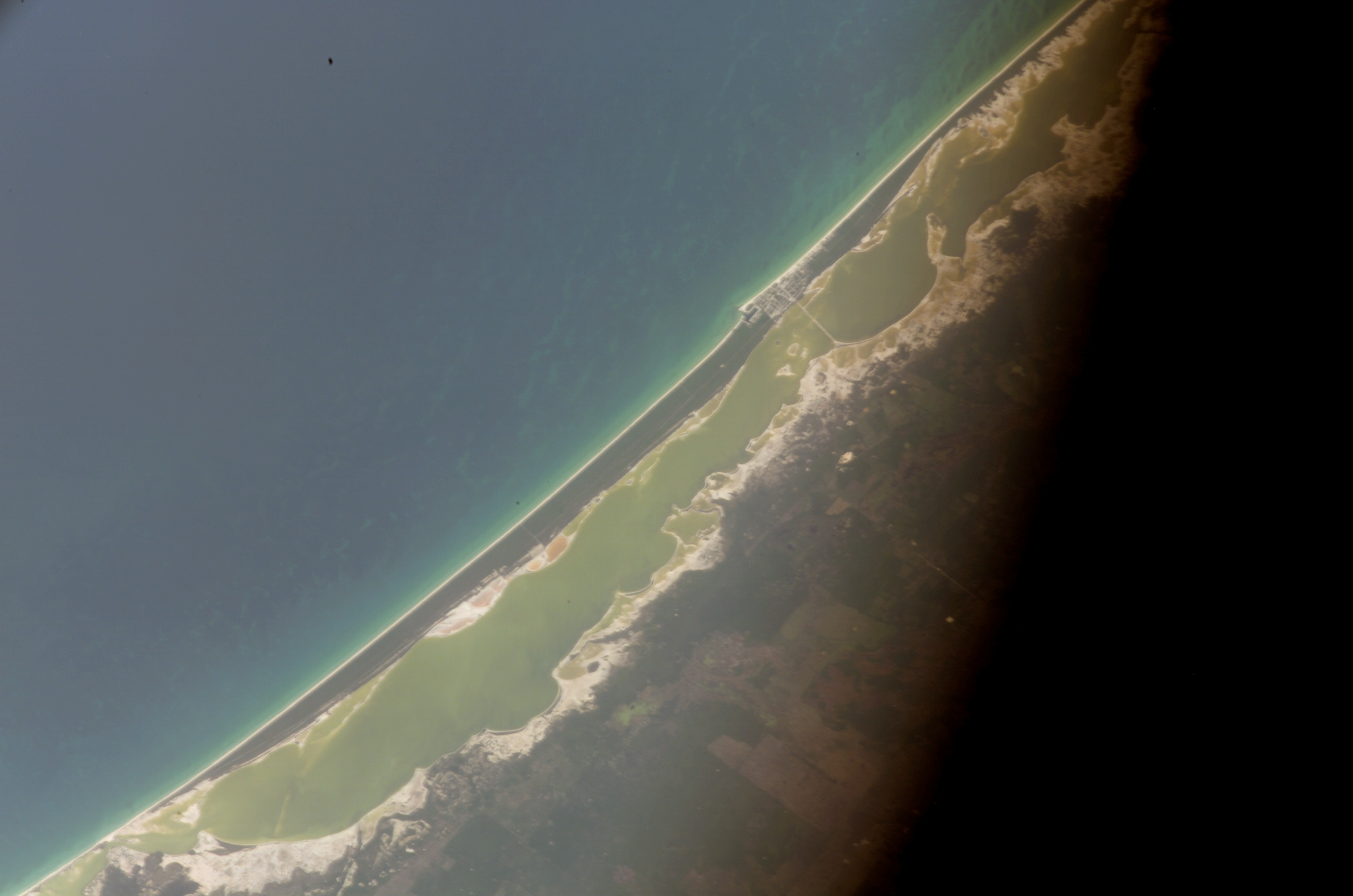
El Cuyo desde la Estación Espacial Internacional.

En la cercanía de la población se encuentran lugares de gran atractivo natural, siendo especialmente reconocido el estero llamado Río Lagartos, entre otras razones, por la presencia abundante y permanente de flamencos, que ahí cohabitan con otras 250 especies de aves marinas.

## Importancia histórica
Originalmente fue un rancho que llevó el nombre de Cuyo de Ancona y fue principalmente maderero y dedicado a la agricultura, palo de tinte y chicle; después se anexarían las fincas Chiquilá, Emal, Moctezuma, Puntachén, Puntatunich, San Fernando, San José, Solferino, Tehas y Yalahau. Tuvo su esplendor durante la época del auge henequenero y emitió fichas de hacienda las cuales por su diseño son de interés para los numismáticos. Dichas fichas acreditan el rancho como propiedad de Ramón Ancona Bolio en 1895.

## Galería

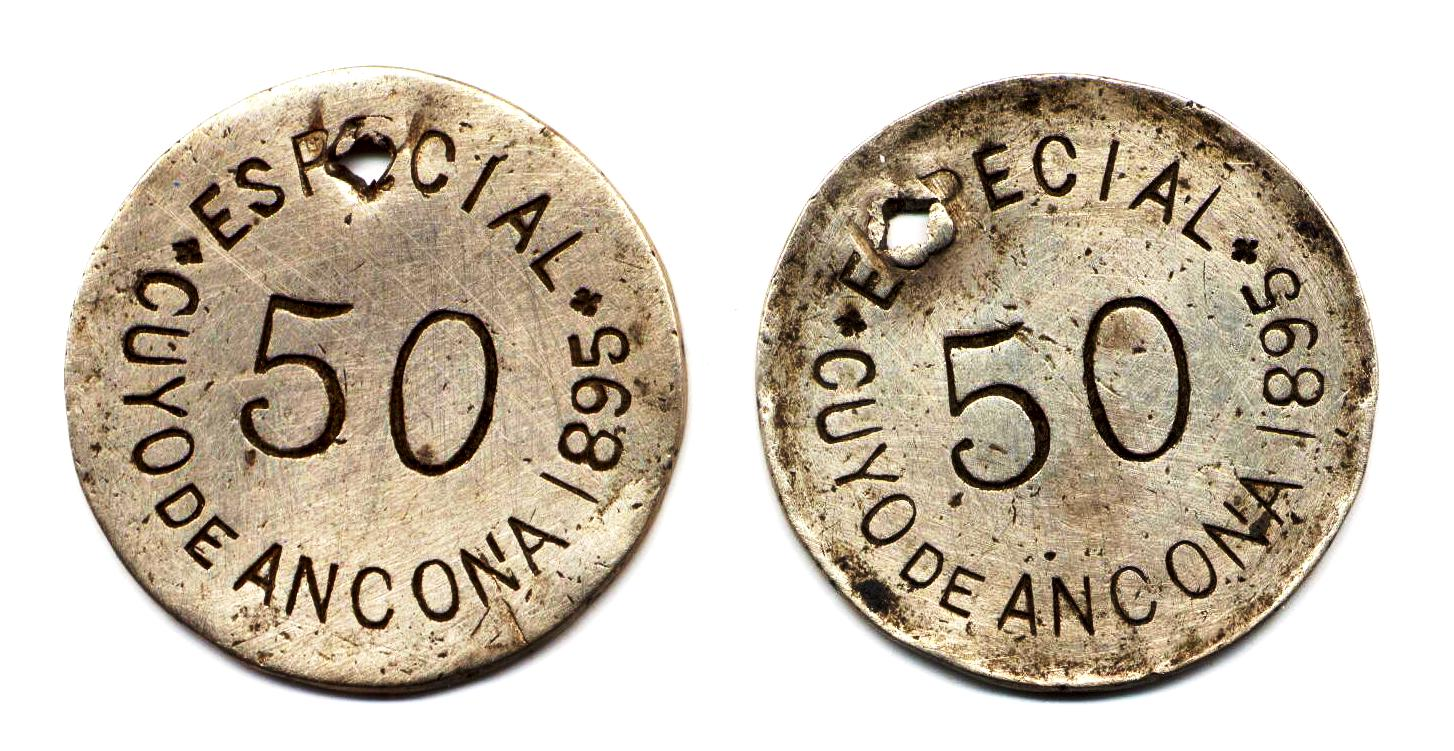
Ficha de pago por $ 0.50.
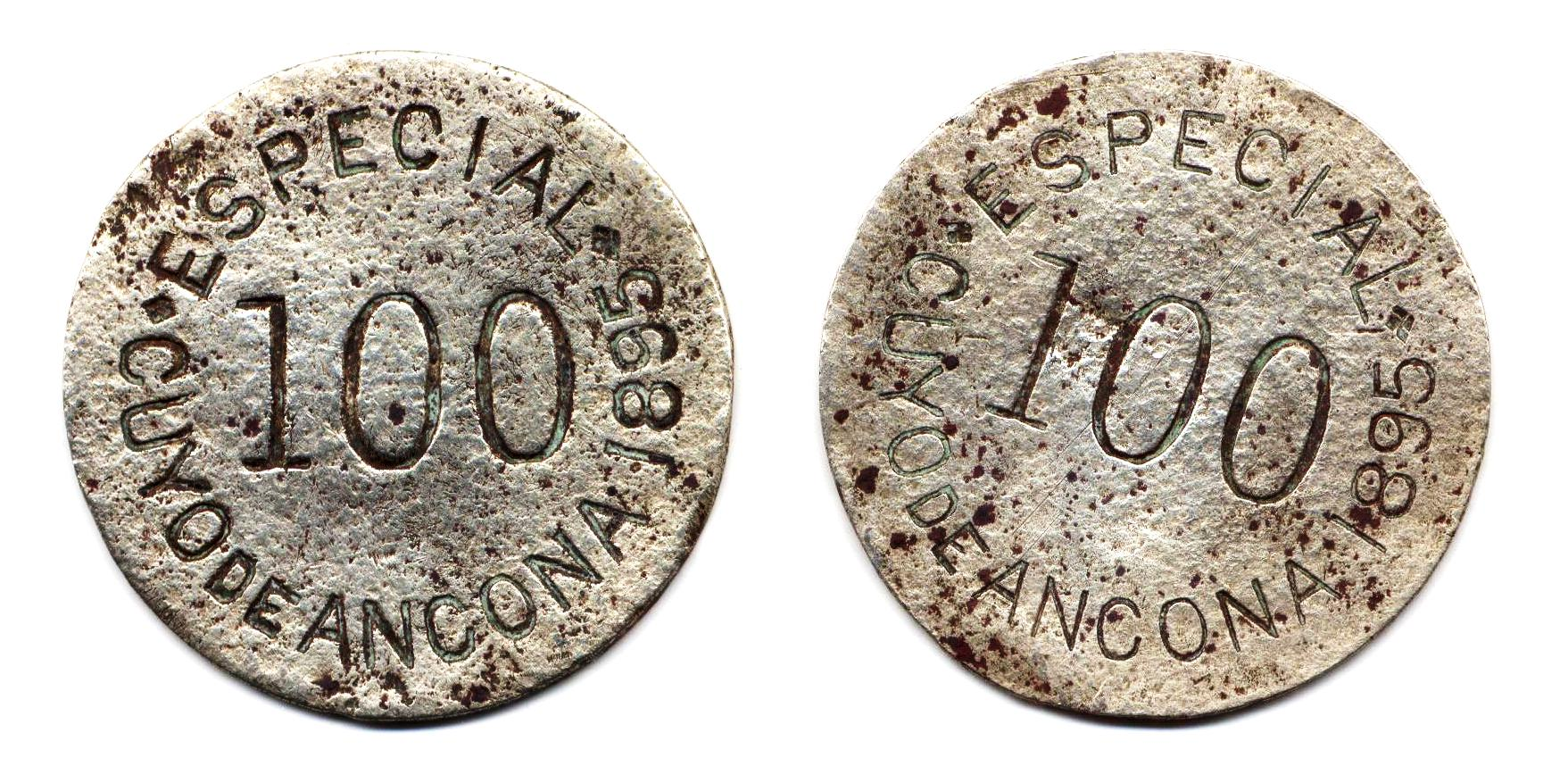
Ficha de pago por $ 1.00.

## Demografía
Según el censo de 2010 realizado por el INEGI, la población de la localidad era de 1567 habitantes.